# Oreogrammitis hookeri
Oreogrammitis hookeri är en stensöteväxtart som först beskrevs av Brackenr., och fick sitt nu gällande namn av Barbara S. Parris. Oreogrammitis hookeri ingår i släktet Oreogrammitis och familjen Polypodiaceae. Inga underarter finns listade.